# Röblingen am See
Röblingen am See is een plaats en voormalige gemeente in de Duitse deelstaat Saksen-Anhalt, en maakt deel uit van de Landkreis Mansfeld-Südharz.
Röblingen am See telt 3002 inwoners.